# ويليام يونغ فولرتون
ويليام يونغ فولرتون (بالإنجليزية: William Young Fullerton)‏ هو كاتب ترانيم أيرلندي، ولد في 8 مارس 1857، وتوفي في 17 أغسطس 1932.